# Bassaniana
Bassaniana es un género de arañas araneomorfas de la familia Thomisidae. Fue descrito por el aracnólogo noruego Embrik Strand.

## Especies
- Bassaniana baudueri (Simon, 1877)
- Bassaniana birudis Im, Kim & Lee, 2021
- Bassaniana decorata (Karsch, 1879)
- Bassaniana floridana (Banks, 1896)
- Bassaniana ora Seo, 1992
- Bassaniana utahensis (Gertsch, 1932)
- Bassaniana versicolor (Keyserling, 1880)